# 橋本朝秀
橋本 朝秀（はしもと ちょうしゅう、1899年（明治32年）8月26日 - 1960年（昭和35年）1月31日）は、日本の彫刻家。福島県安達郡二本松町（現・二本松市）出身。本名は秀次。

## 人物
戦後に山崎朝雲門下の逸材として頭角を現した。また人格の誠実さ、円満さと制作に関する一途さ、精進への努力に関しては友人たちの誰しもが敬服していた。
木彫彫刻界の有力者として活躍し、伝統木彫を基盤に仏教彫刻に関する造詣を深め自作に活かした。

## 来歴
1919年（大正8年）上京し山崎朝雲の元で1928年（昭和3年）まで木彫を学ぶ。また同時期に本郷絵画研究所でデッサンを学んだ。
1925年（大正14年）、第6回帝展（現日展）に出品した「幻想」が初入選。以後1929年（昭和4年）の第10回帝展まで5回連続入選する。また1930年（昭和5年）第11回「法悦」が特選受賞。1931年（昭和6年）第12回「悉地」も2年連続の特選受賞、以後無鑑査となり、出品継続する。
帝展出品を続ける傍ら、1929年（昭和4年）に仏教美術研究のためインドに6カ月滞在したほか、1941年（昭和16年）夏より蒙疆大同石仏研究のため中国へ渡っている。中国研究の帰路には満州、朝鮮を経由し朝鮮仏像を研究して帰国した。
1943年（昭和18年）第6回新文展（現日展）にて審査員に推挙され、以後1949年（昭和24年）第5回日展、1951年（昭和26年）第7回日展、1953年（昭和28年）第9回日展と審査員を務めた。
官展以外でも日本美術協会、東邦彫塑院、日本彫塑家倶楽部にも出品しており、日本彫塑家倶楽部は1956年（昭和31年）副委員長に就任した。
1954年（昭和29年）、第10回日展出品作品「華厳」が昭和29年度日本芸術院賞を受賞。
1960年（昭和35年）1月31日、東京都文京区にある東京医科歯科大学付属病院で死去。

## 主な作品
| 作品名           | 製作年             | 備考                                       |
| ---------------- | ------------------ | ------------------------------------------ |
| 「飛天」         | 1948年（昭和23年） | 第4回日展、東京国立近代美術館蔵            |
| 「二宮尊徳翁像」 | 1950年（昭和30年） | 報徳館前建立（栃木県今市市）               |
| 「華厳」         | 1954年（昭和29年） | 第10回日展、日本芸術院蔵、日本芸術院賞受賞 |
| 「散華」         | 1958年（昭和33年） | 第1回新日展、日本芸術院蔵                  |